# Nucet
Nucet (în maghiară Diófás, în germană Reesburg) este un oraș în județul Bihor, Crișana, România, format din localitățile componente Băița, Băița-Plai și Nucet (reședința).
Suprafața totală a orașului Nucet este de 41,11 km2 (4111 hectare), ceea ce reprezintă 0,54% din suprafața județului Bihor.

## Geografie

### Relief
Orașul Nucet este situat pe cursul superior al râului Valea Băiței, pe un platou ce face parte din Depresiunea Nucetului, la 420 m altitudine, cuprinzând ca relief dominant dealuri și munți.
Platoul este mărginit spre sud de Dealurile Vărzarilor, la vest de Valea Fînațelor, la nord de masivul Prislop, iar la est de versanții vestici ai Munților Bihor, ce constituie nucleul Munților Apuseni (Carpații Occidentali) și totodată treapta montană cea mai înaltă a acestora (altitudinea maximă: 1849 m - vîrful Curcubăta Mare).

### Hidrografie
Din punct de vedere hidrografic, zona este dominată de râul Valea Băiței, care s-a constituit din afluența cursurilor de apă Valea Calului și Valea Mare.

### Climă
Datorită poziției geografice (etajarea reliefului), regiunea are un climat temperat continental cu patru anotimpuri distincte: vară călduroasă, toamnă cu temperaturi ce scad trepatat, iarnă rece și primăvară cu temperaturi ce cresc treptat. Precipitațiile sunt abundente, iar temperaturile extreme sunt în jur de -25 °C și +36 °C.

### Floră și faună
Datorită diversității reliefului, în zona administrativă a orașului Nucet se 
deosebesc mai multe tipuri de asociații vegetale (conifere, fag, gorun, nuci) și elemente faunistice (lup, căprioară, mistreț, iepuri, cocoș de munte, păstrăv, mreană de munte).

## Istoric
Orașul Nucet are o istorie recentă, prima atestare documentară oficială având loc în 2 februarie 1956. iar apariția pe harta țării se datorează existenței bogățiilor mineraliere (uraniu, molibden, bismut, fier, argint, cupru, aur) din zona localității Băița, sat care este actualmente în componența Nucetului și care are o tradiție minieră de câteva secole (atestată documentar în 1270), când fierul a fost primul metal care a dus la inițierea mineritului în Munții Bihor.

## Demografie
Componența etnică a orașului Nucet
     Români (89,03%)
     Romi (3,72%)
     Alte etnii (1,56%)
     Necunoscută (5,69%)
Componența confesională a orașului Nucet
     Ortodocși (82,74%)
     Penticostali (5,94%)
     Greco-catolici (2,11%)
     Romano-catolici (1,91%)
     Alte religii (1,16%)
     Necunoscută (6,14%)
Conform recensământului efectuat în 2021, populația orașului Nucet se ridică la 1.987 de locuitori, în scădere față de recensământul anterior din 2011, când fuseseră înregistrați 2.165 de locuitori. Majoritatea locuitorilor sunt români (89,03%), cu o minoritate de romi (3,72%), iar pentru 5,69% nu se cunoaște apartenența etnică. Din punct de vedere confesional, majoritatea locuitorilor sunt ortodocși (82,74%), cu minorități de penticostali (5,94%), greco-catolici (2,11%) și romano-catolici (1,91%), iar pentru 6,14% nu se cunoaște apartenența confesională.
Nucet - evoluția demografică

Date: Recensăminte sau birourile de statistică - grafică realizată de Wikipedia

### Evoluție demografică
Deschiderea exploatărilor miniere în anul 1956 a determinat o explozie demografică, în doar câțiva ani populația orașului crescând de la 631 locuitori (1948) la 9.879 locuitori (1956), dar din cauza restructurărilor masive de la mina Băița, mai târziu s-a înregistrat o diminuare treptată a populației, ajungând în anul 2012 la cifra de 2.399 locuitori.

## Economie
Mediul de afaceri din orașul Nucet este fragil, cu afaceri extrem de puține ca număr și mici ca cifră de afaceri.
Principalele oportunități sunt în industria prelucrării lemnului, industria ușoară, în comerț și turism montan în satul de vacanță Vârtop, sectoare reprezentate de firme private (prelucrarea lemnului, materiale de construcții, industrie alimentară).

### Agricultură
Datorită profilului său minier, precum și a condițiilor naturale puțin favorabile, orașul Nucet are o agricultură slab dezvoltată. Aceasta este reprezentată mai ales prin pășuni și fânețe, ceea ce denotă că în centrul agriculturii, creșterea animalelor (bovine, porcine, ovine) are o pondere însemnată datorită tradiției locuitorilor în acest domeniu.
Suprafața arabilă reprezintă o mică parte din totalul suprafeței agricole (5,56%) și reprezintă rareori parcele mari cultivate și mai mult grădini ale populației de la case.
Suprafața agricolă, după modul de folosință are 917 ha, ceea ce reprezintă aproximativ 20% din totalul suprafeței teritoriului administrativ al orașului Nucet.
Numărul redus al populației ocupate în agricultură se datorează faptului că plantele cultivate sunt pentru nevoile proprii, fără a fi implicate în comerț.
În  ceea ce privește suprafața totală a orașului de 4.111 ha, aceasta este împărțită în:    
- suprafața agricolă care include: suprafața arabilă, pășuni, fânețe, însumând 917 ha;
- suprafața neagricolă care include: fondul forestier, ape, suprafața drumurilor, a construcțiilor și terenuri neproductive, totalizând 3.194 ha;

### Industrie și comerț
Dintre ramurile industriale, cea a mineritului reprezintă activitatea de bază a locuitorilor chiar dacă s-a ajuns la un număr foarte mic de angajați în domeniu. Astfel pe teritoriul administrativ al orașului Nucet în anul 2009 funcționau 3 întreprinderi miniere: SC. BĂIȚA SA. cu 261 de salariați, SC BĂIȚA BIHOR SA cu 78 de salariați și SC Compania Națională a Uraniului (CNU) cu 120 salariați. Majoritatea salariaților de la aceste întreprinderi miniere sunt din localitățile învecinate orașului Nucet, foarte puțini oameni din populația activă a orașului Nucet și a satelor componente mai lucrează în industria minieră.
Dupa restructurările din domeniul minier, rata șomajului din zonă a crescut, astfel cei interesați să obțină un loc de muncă au reușit fie pe plan local, la brutării, la firme de prelucrare a lemnului sau în industria alimentară care a cunoscut o reală dezvoltare în perioada 1990-2006, în zona Sudrigiu-Ștei. 
Într-o continuă dezvoltare se află sectoare ce sunt reprezentate de firme private (prelucrarea lemnului, materiale de construcții, industrie alimentară-panificație), unde activitatea preponderentă o reprezintă comerțul alimentar și nealimentar.
În anul 2009, pe raza orasului Nucet își desfășoară activitatea 30 de societăți comerciale, două asociații familiale și 26 de persoane fizice autorizate.
Un număr de 7 persoane fizice autorizate sau asociații familiale se ocupă cu prelucrarea lemnului, această îndeletnicire ocupând în ultimul timp un rol din ce în ce mai important între activitățile orașului.
Este activ Serviciul Public de Gospodărire Locală Nucet, aflat în subordinea Consiliului Local Nucet, fără personalitate juridică.

## Transport
Orașul Nucet este situat la poalele Munților Bihor, pe Valea Băiței, pe Drumul Național DN75, care face legătura spre est cu județul Alba, iar spre vest cu DN76 (Oradea-Deva). Orașul Nucet este situat la 12 km față de orașul Ștei, la 92 km față de Oradea și la 63 km față de Câmpeni (județul Alba). 

## Educație
Pe raza administrativă a orașului Nucet își desfășoară activitatea o școală cu clasele I-VIII, iar pentru localitățile Băița și Băița-Plai există o școală cu clasele I-IV. De asemenea, în fiecare localitate funcționează cîte o grădiniță, iar în oraș există și o creșă.

## Cultură

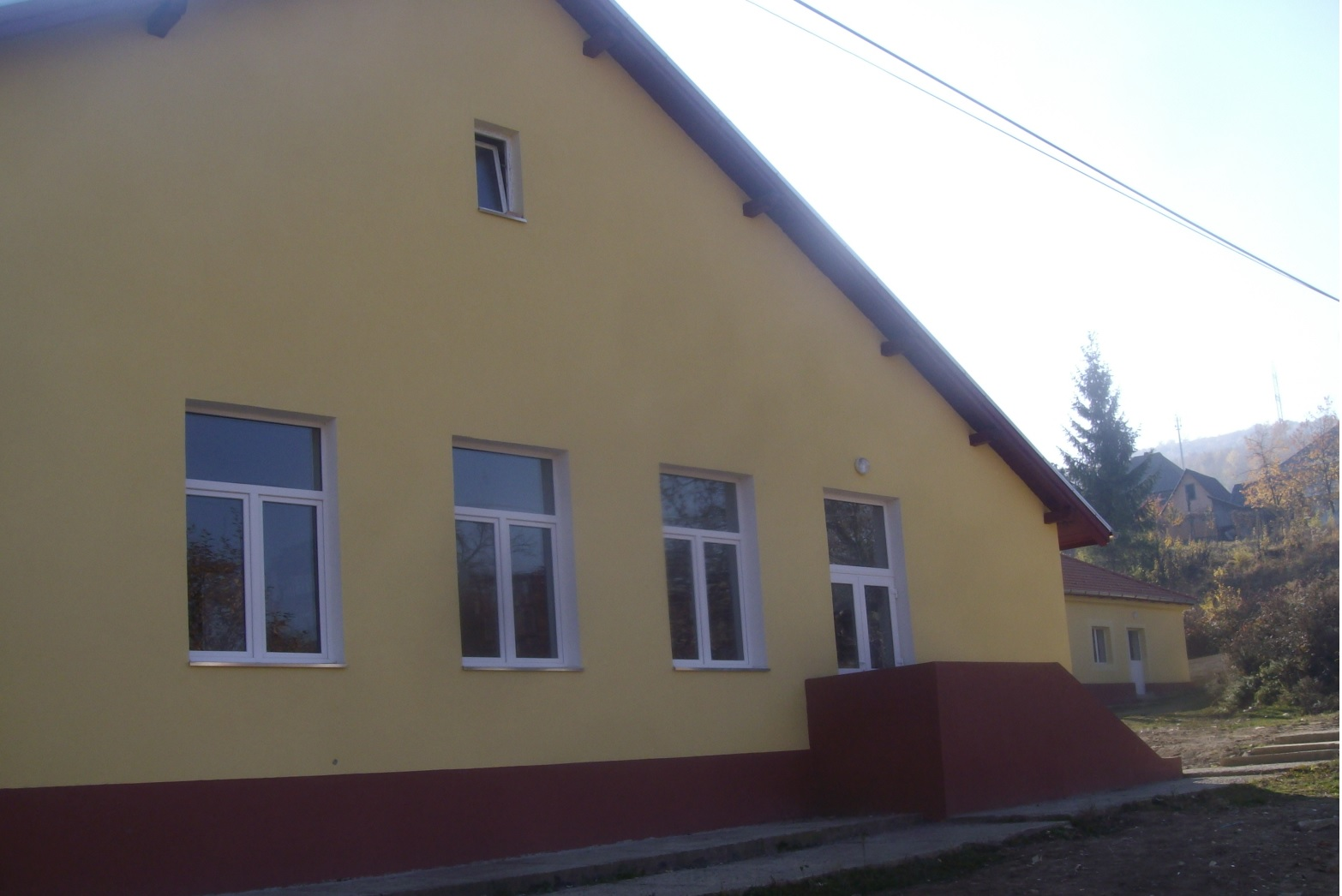
Fațada biblioteca Nucet

Nucetul beneficiază de o Casă de Cultură, edificiu înființat odată cu declararea localității ca și oraș în anul 1956. Acest centru cultural a fost renovat în totalitate și inuagurat în noiembrie 2011 și poartă numele poetului Ion Davideanu, provenit din acest oraș.
Orașul are și o bibliotecă, situată în clădirea Casei de Cultură, care păstrează în colecția ei peste 20.300 de titluri. Prin programul Biblionet, biblioteca a primit echipamente moderne : 4 calculatoare conectate la internet, imprimantă, scanner, videoproiector, ecran de proiecție.
Sala Sporturilor din orașului Nucet a fost inaugurată în noiembrie 2011 și are o capacitate de 150 de locuri.

## Sănătate și asistența socială
Orașul Nucet dispune de un dispensar medical, unde își desfășoară activitatea un medic specialist în medicină generală. În incinta dispensarului funcționeză un cabinet stomatologic. De asemenea, în oraș există o farmacie.
La marginea sud-vestică a orașului se situează Spitalul de Psihiatrie Nucet, într-un cadru pitoresc, la poalele Munților Apuseni. Spitalul și-a început activitatea în anul 1952 și asigura asistență medico-sanitară a populației din raionul Lunca Vașcăului. De atunci, spitalul a suferit cu trecerea timpului diferite schimbări în ceea ce privește capacitatea și profilul. În decembrie 2003 spitalul a fost despărțit în două structuri separate:
- Spital de Psihiatrie cu 226 de paturi
- Centru Medico-Social cu 178 de paturi.

## Politică și administrație
Orașul Nucet este administrat de un primar și un consiliu local compus din 11 consilieri. Primarul, Dănuț Lazea[*], de la Partidul Național Liberal, este în funcție din 1 noiembrie 2024. Începând cu alegerile locale din 2024, consiliul local are următoarea componență pe partide politice:
|  | Partid                    | Consilieri | Componența Consiliului | Componența Consiliului | Componența Consiliului | Componența Consiliului | Componența Consiliului | Componența Consiliului |
|  | ------------------------- | ---------- | ---------------------- | ---------------------- | ---------------------- | ---------------------- | ---------------------- | ---------------------- |
|  | Partidul Național Liberal | 6          |                        |                        |                        |                        |                        |                        |
|  | Partidul Social Democrat  | 5          |                        |                        |                        |                        |                        |                        |

Lista de primari de la alegerile democratice din 1990 până în prezent:
| Mandat      | Nume primar          | Partid politic    |
| ----------- | -------------------- | ----------------- |
| 1990 - 1992 | Lungar Toma          | FSN               |
| 1992 - 1996 | Lungar Toma          | FSN               |
| 1996 - 2000 | Lungar Toma          | PDSR (597 voturi) |
| 2000 - 2004 | Costel-Nelu Sîrghie  | PNR (702 voturi)  |
| 2004 - 2008 | Costel-Nelu Sîrghie  | PD (836 voturi)   |
| 2008 - 2012 | Costel-Nelu Sîrghie  | PDL (824 voturi)  |
| 2012 - 2016 | Costel-Nelu Sîrghie  | PDL (563 voturi)  |
| 2016 - 2020 | Tuduce Mircea Adrian | PSD (681 voturi)  |
| 2020 -      | Tuduce Mircea Adrian | PSD (1156 voturi) |

## Obiective turistice
În împrejurimi se practică sporturi de iarnă și, în sezonul estival, sunt amenajate trasee turistice pentru drumeții, agrement și odihnă și alte puncte de atracție turistică.
În luna iulie, un punct de atracție în zonă îl reprezintă Târgul de Fete de pe Muntele Găina.

### Satul de vacanță Vârtop
Vârtopul este o așezare situată pe cursul superior al Arieșului, în șaua Vârtop, de o parte și cealaltă a drumului național DN 75 Nucet-Câmpeni. Cartierul Vârtop este la o distanțǎ de 19 km de Nucet, la o altitudine de 1200 m, și aparține administrativ de acesta.
Trecătorile de peste munți erau cunoscute de oamenii locului și comunitățile existau în virtutea unei economii naturale, în care satele trăiau în autodeterminare. Istoricii au stabilit primele semne de locuire cu circa 15.000 de ani în urmă, urme plantare descoperite în Peștera ciur-Izbuc, iar primele urme plantare la nivel mondial provin din ghețarul de la Vârtop.
În apropierea pârtiilor de schi de la Vârtop, mai sunt amplasate:
- Groapa Ruginoasa
- Ghețarul Scărișoara
- Vârful Curcubăta Mare
- Piatra Grăitoare
- Pietrele Negre
- Peștera Porțile Bihorului
- Cascada Vârciorog

Schitul Vârtop se află în centrul Vârtopului și ține de Mănăstirea Izbuc.

## Personalități
- Ion Davideanu (15 ianuarie 1938 - 10 iunie 2010), poet, membru al Uniunii Scriitorilor din România (din 1980)
- Claudiu-Paul Buglea (n. 30 ianuarie 1974), președintele Senatului Universității din București (mandatul 2019-2023)

## Galerie de imagini

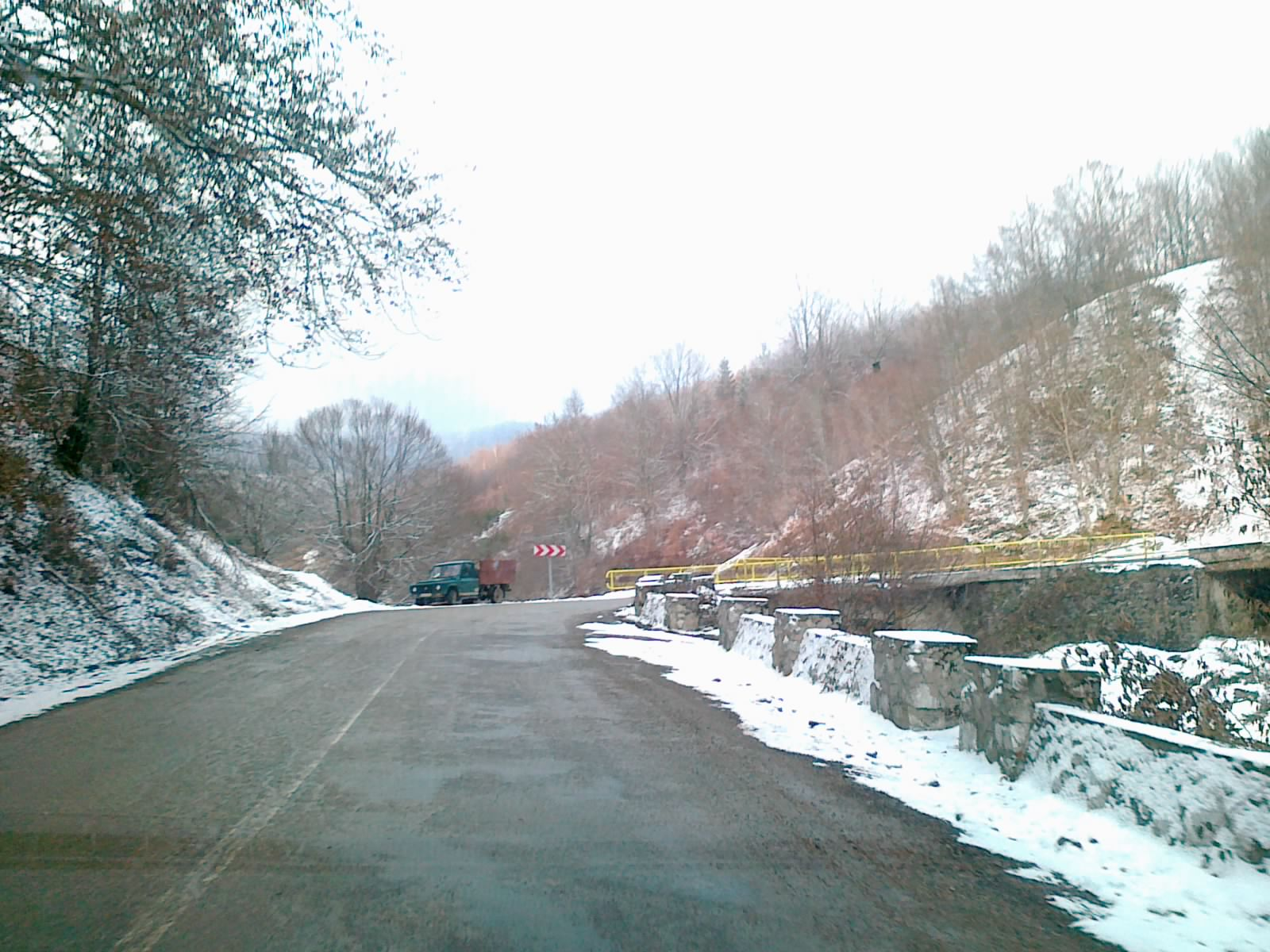
DN 75 înspre Virtop
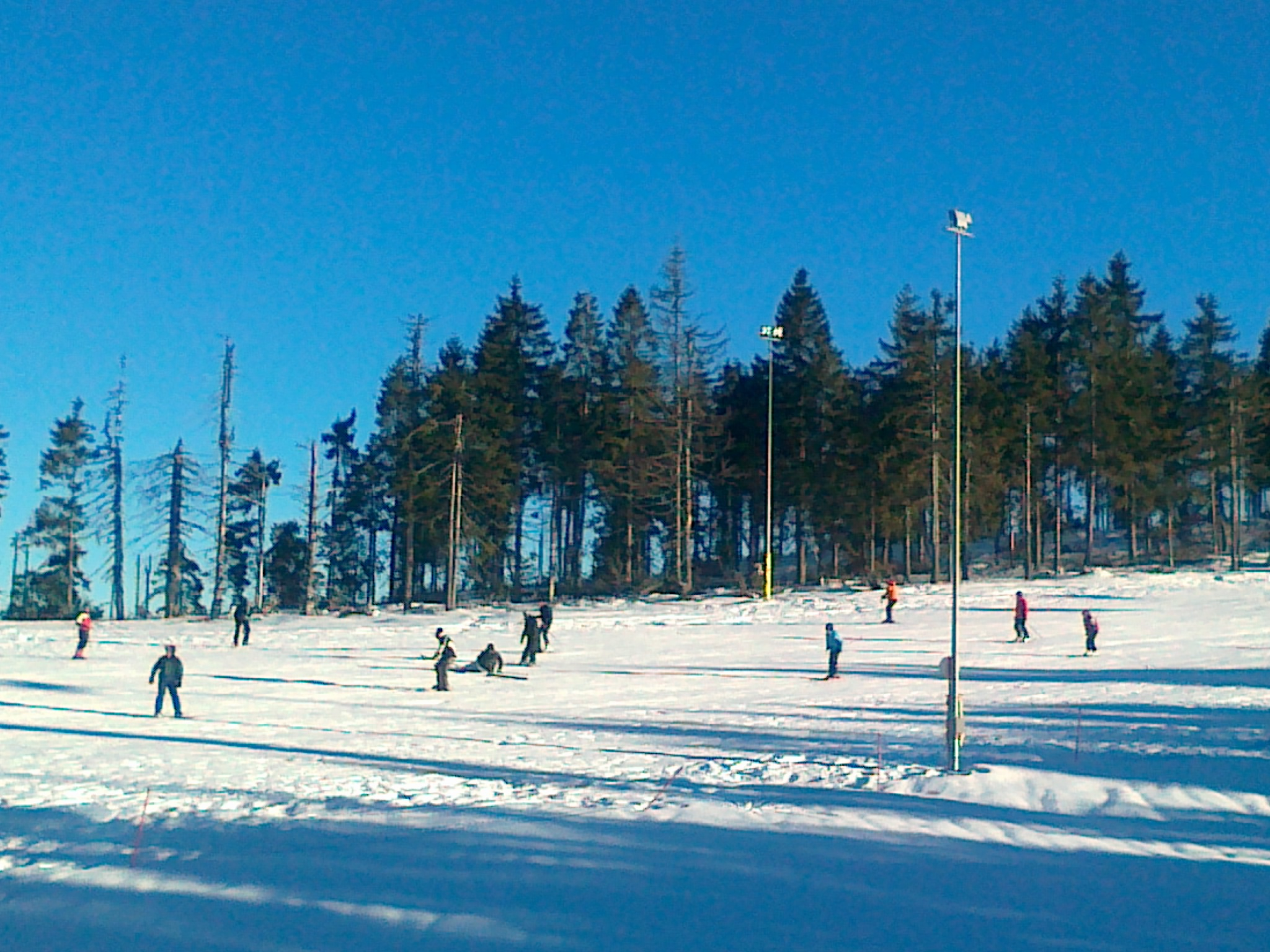
Stațiunea turistică Virtop 1
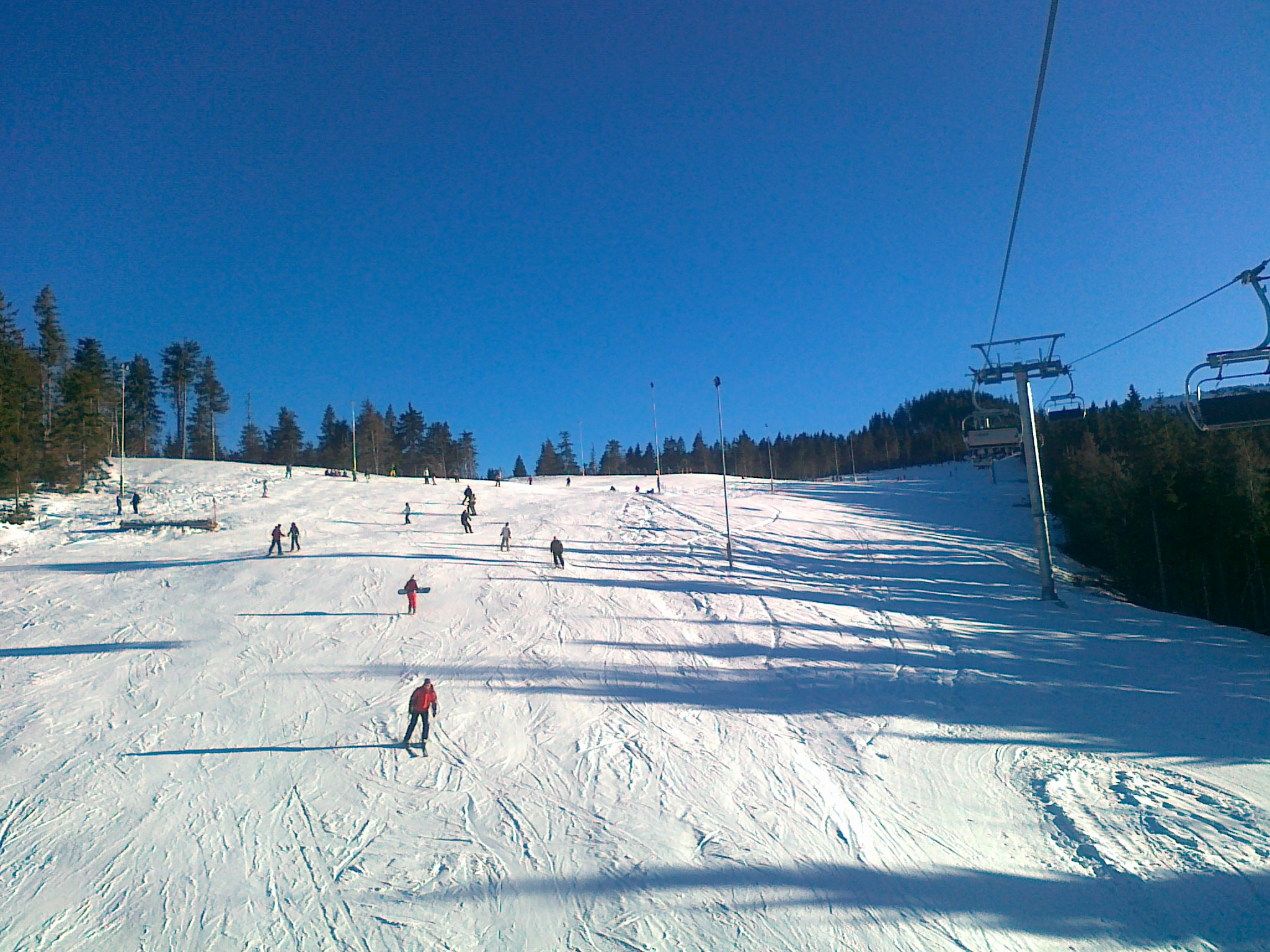
Stațiunea turistică Virtop 2
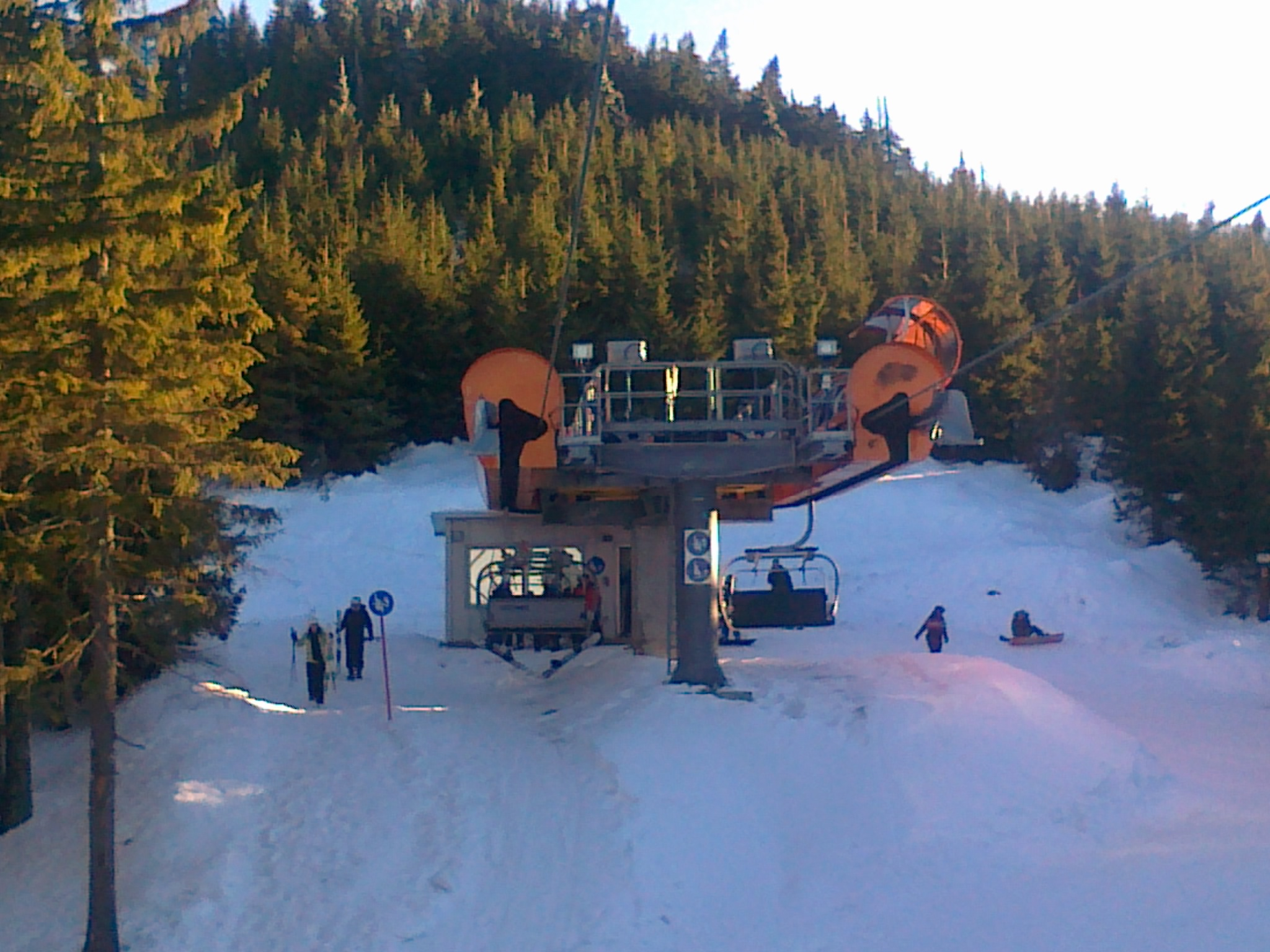
Stațiunea turistică Virtop 3